# Charles B. Moore
Charles Bachman Moore  (28 de outubro de 1920, Maryville, Tennessee  - 2 de março de 2010) foi um físico , engenheiro e meteorologista norte-americano , conhecido por suas pesquisas sobre física atmosférica e seu trabalho com balões de gás. 